# Olt (Fluss)
Der Olt (deutsch Alt; ungarisch Olt; lateinisch alutus von lateinisch lut = Lehm) ist ein linker Nebenfluss der Donau in Rumänien mit einer Länge von 615 Kilometern. Kurz vor der Mündung in die Donau erreicht der Fluss eine Wasserführung von 190 m³/s. Er ist auch Namensgeber des rumänischen Kreises Olt.
Der Olt fließt vollständig auf rumänischem Gebiet. Er entspringt in den Ostkarpaten, fließt in südliche Richtung bis Bod (Brenndorf), wo er einen Bogen macht und das Perșani-Gebirge durchquert. Anschließend fließt er in westlicher Richtung durch das historische Altland und verlässt Siebenbürgen schließlich in südlicher Richtung. Nun durchquert der Olt beim Rotenturmpass die Transsilvanischen Alpen in Richtung Getische Hochebene bzw. Walachei, wo er im äußersten Süden des Landes fünf Kilometer westlich von Turnu Măgurele in die Donau mündet.
In Siebenbürgen liegen die Ortschaften Hărman (Honigberg), Bod, Feldioara (Marienburg), Șercaia (Schirkanyen), Cincșor (Kleinschenk), Făgăraș (Fogarasch), Cârța (Kerz), Avrig (Freck) und Tălmaciu (Talmesch) am Olt.
Bei Talmaciu mündet der rechte Nebenfluss Cibin in den Olt, bevor dieser dann wieder seine Richtung ändert und die Südkarpaten durch den Rotenturmpass in südlicher Richtung durchquert.

## Wirtschaftliche Bedeutung
Der Fluss wird auf insgesamt 24 Staustufen gestaut, die zum Zwecke der Stromgewinnung errichtet wurden. Die erste befindet sich in der Nähe von Făgăraș. Die Länge der Stauseen variiert und wird im Allgemeinen zur Mündung hin länger. Die meisten Seen sind von einer Mauer eingeschlossen. Die Stauanlagen mit den Kraftwerken sind alle vom gleichen Bautyp. Bis ins 19. Jahrhundert wurde auf dem Fluss Schifffahrt betrieben.

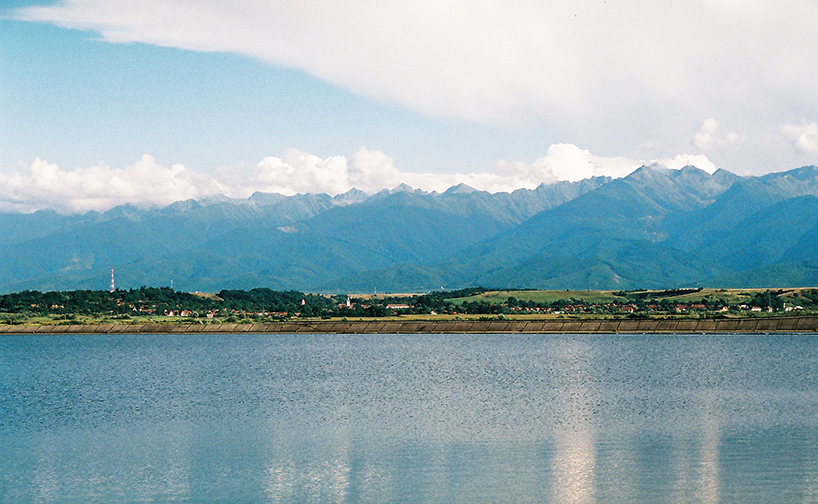
Stausee nahe Avrig
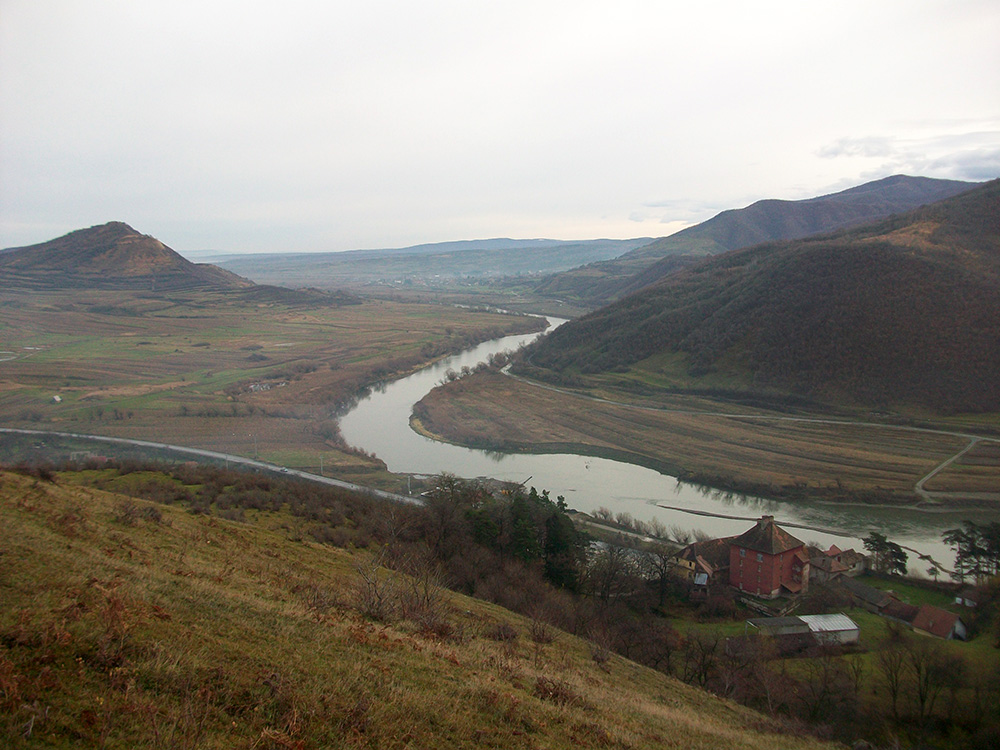
Der Olt bei Roter-Turm-Pass
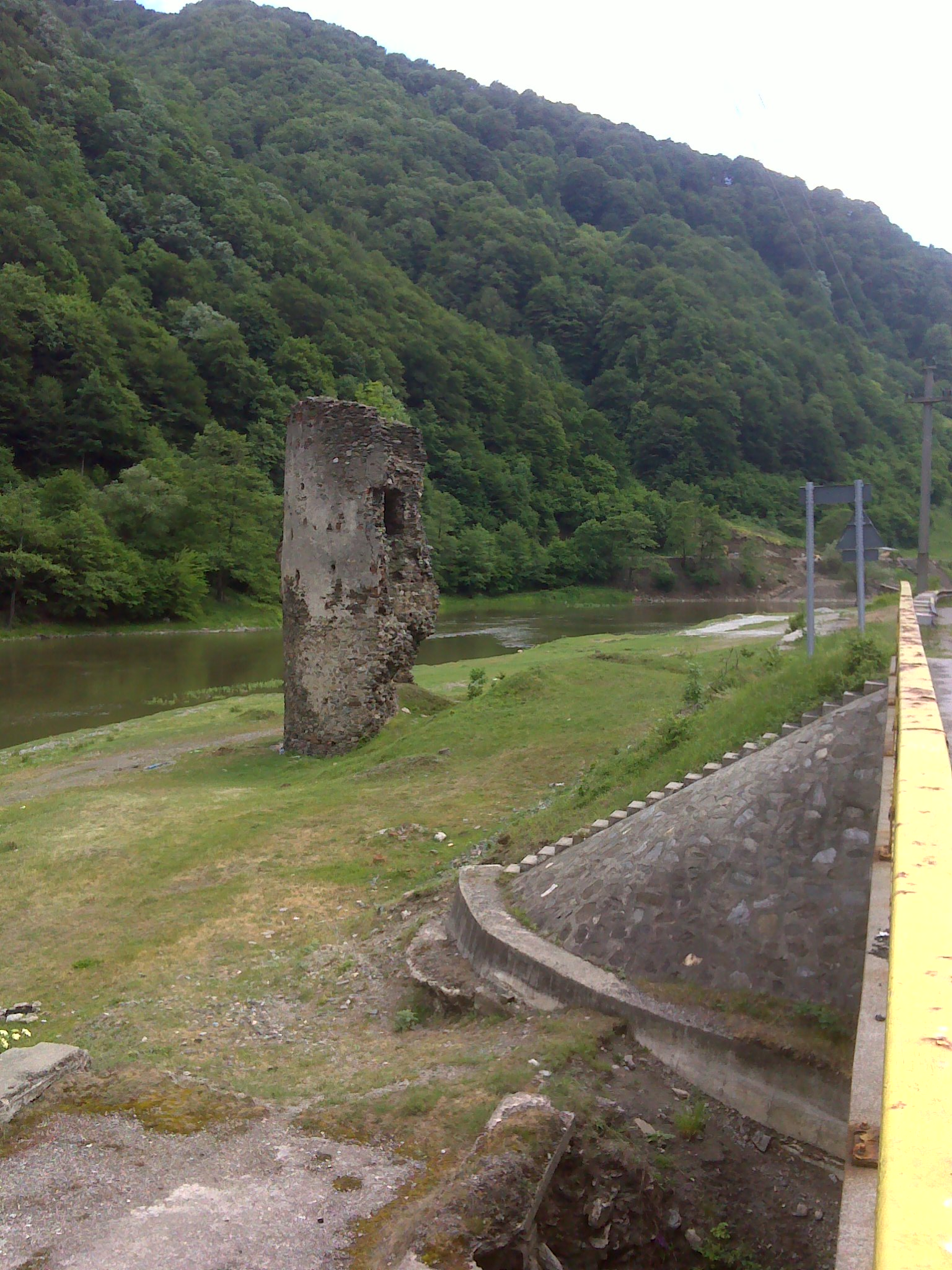
Halber Turm (Turnul Spart) bei Boița
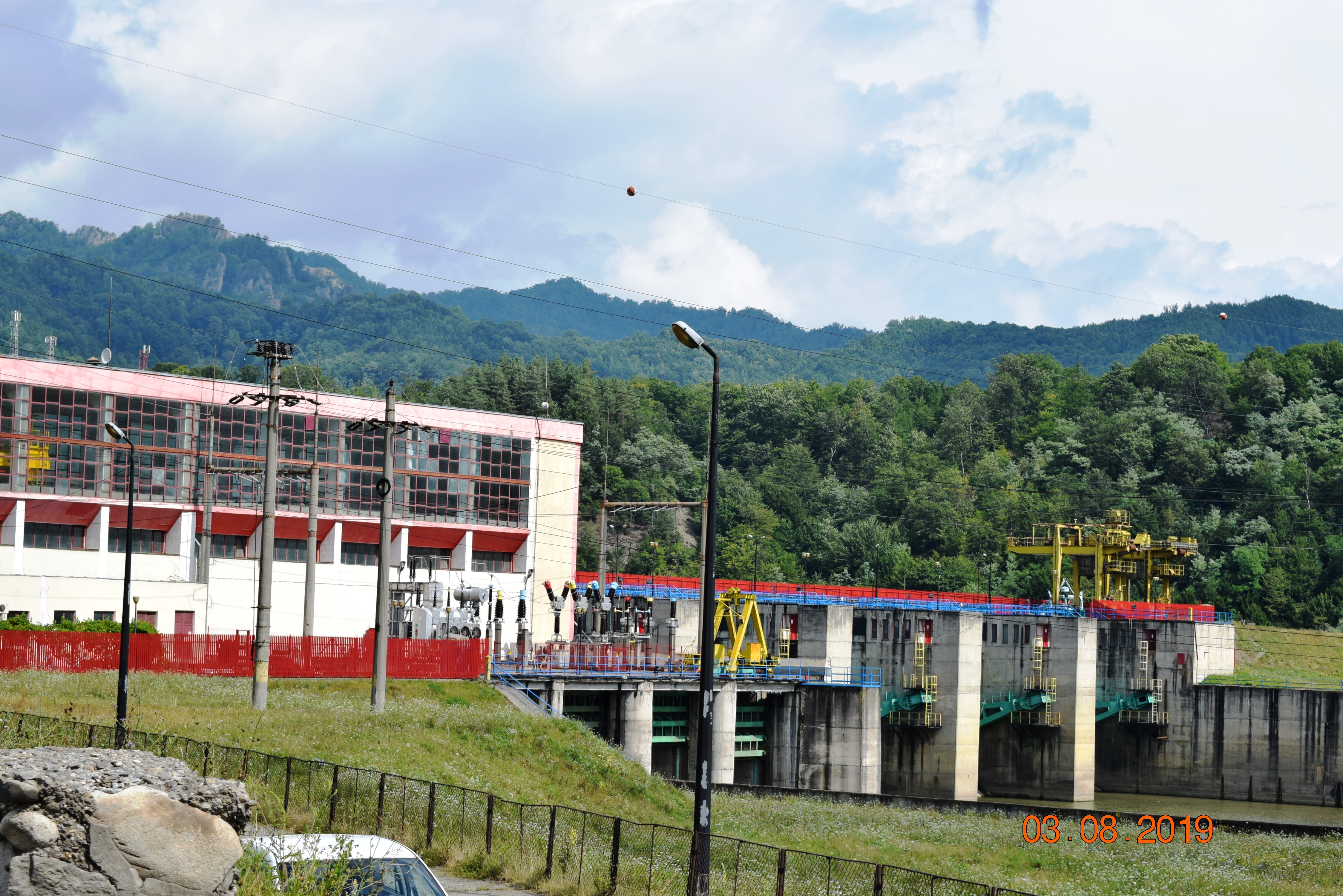
Wasserkraftwerk Racovița
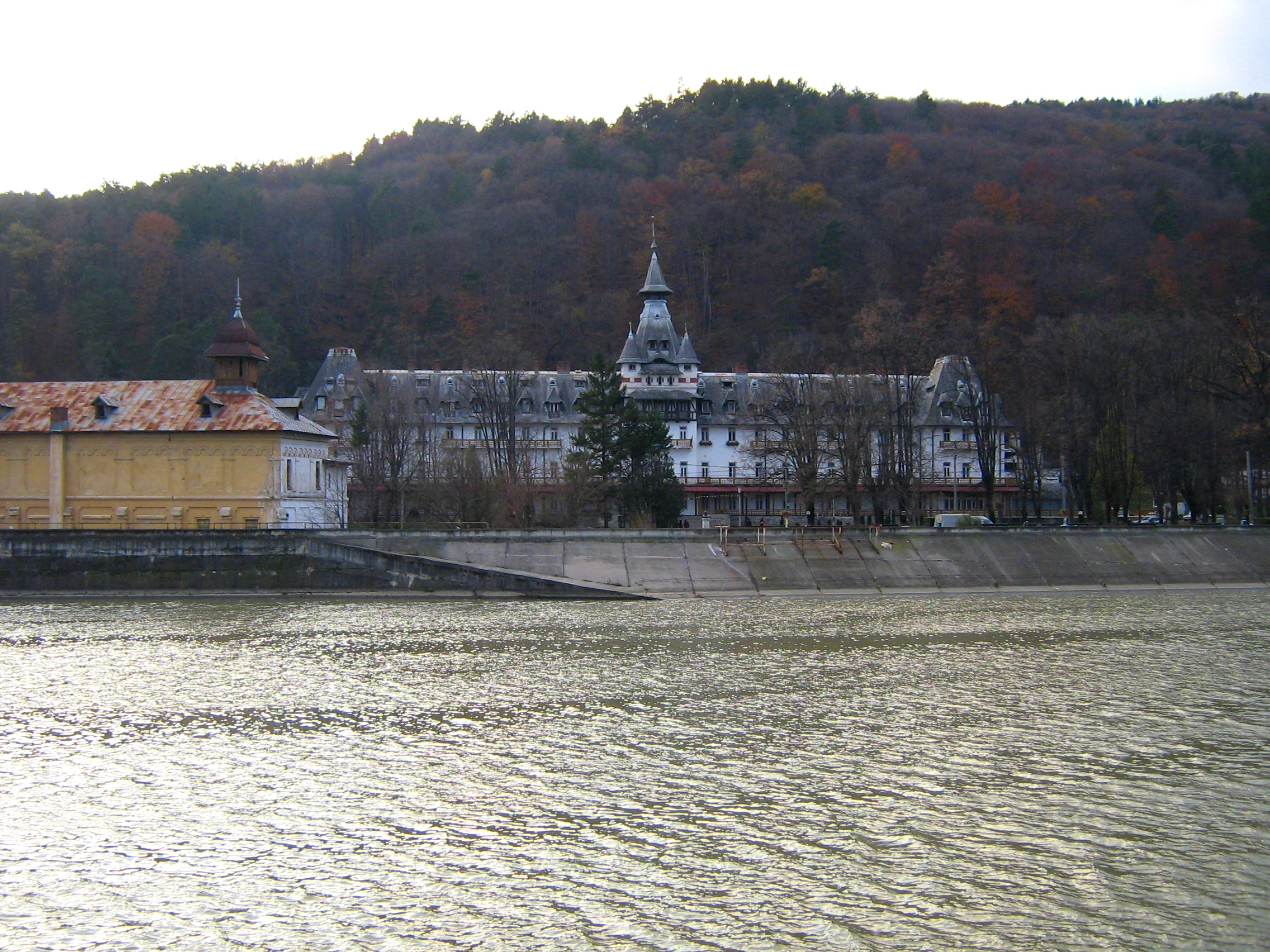
Kloster Cozia bei Călimănești
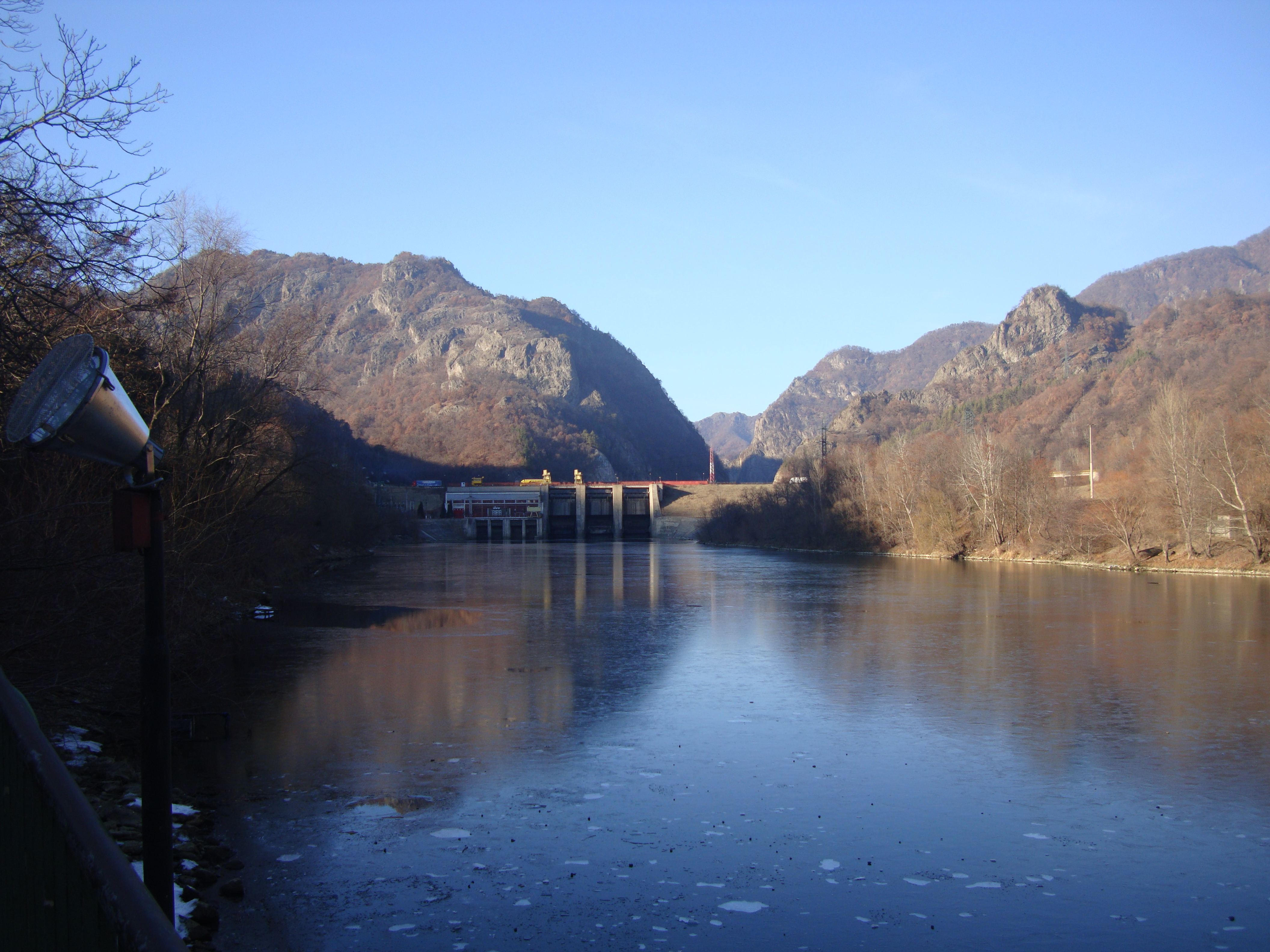
Wasserkraftwerk bei Călimănești
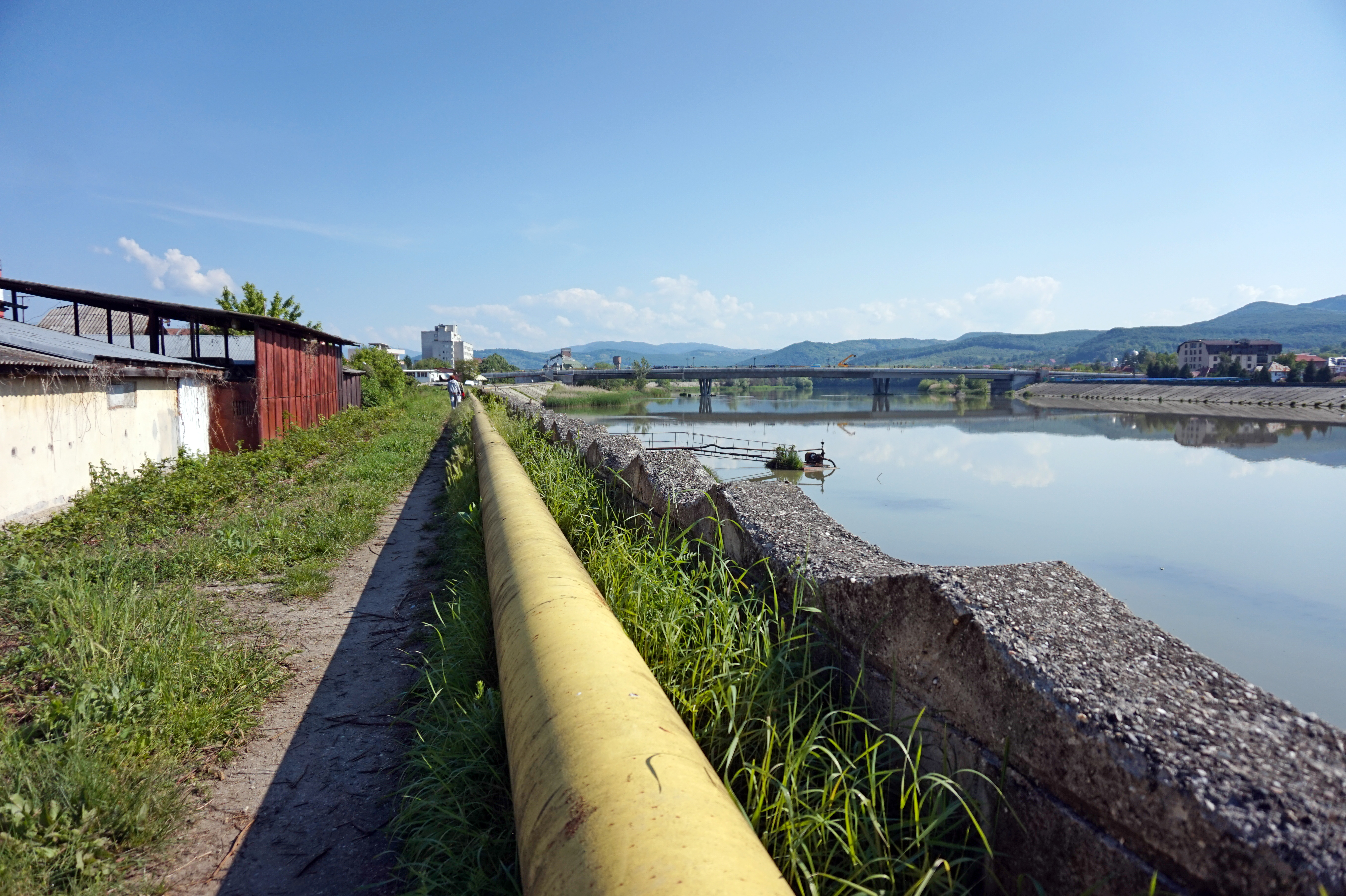
Brücke bei Râmnicu Vâlcea
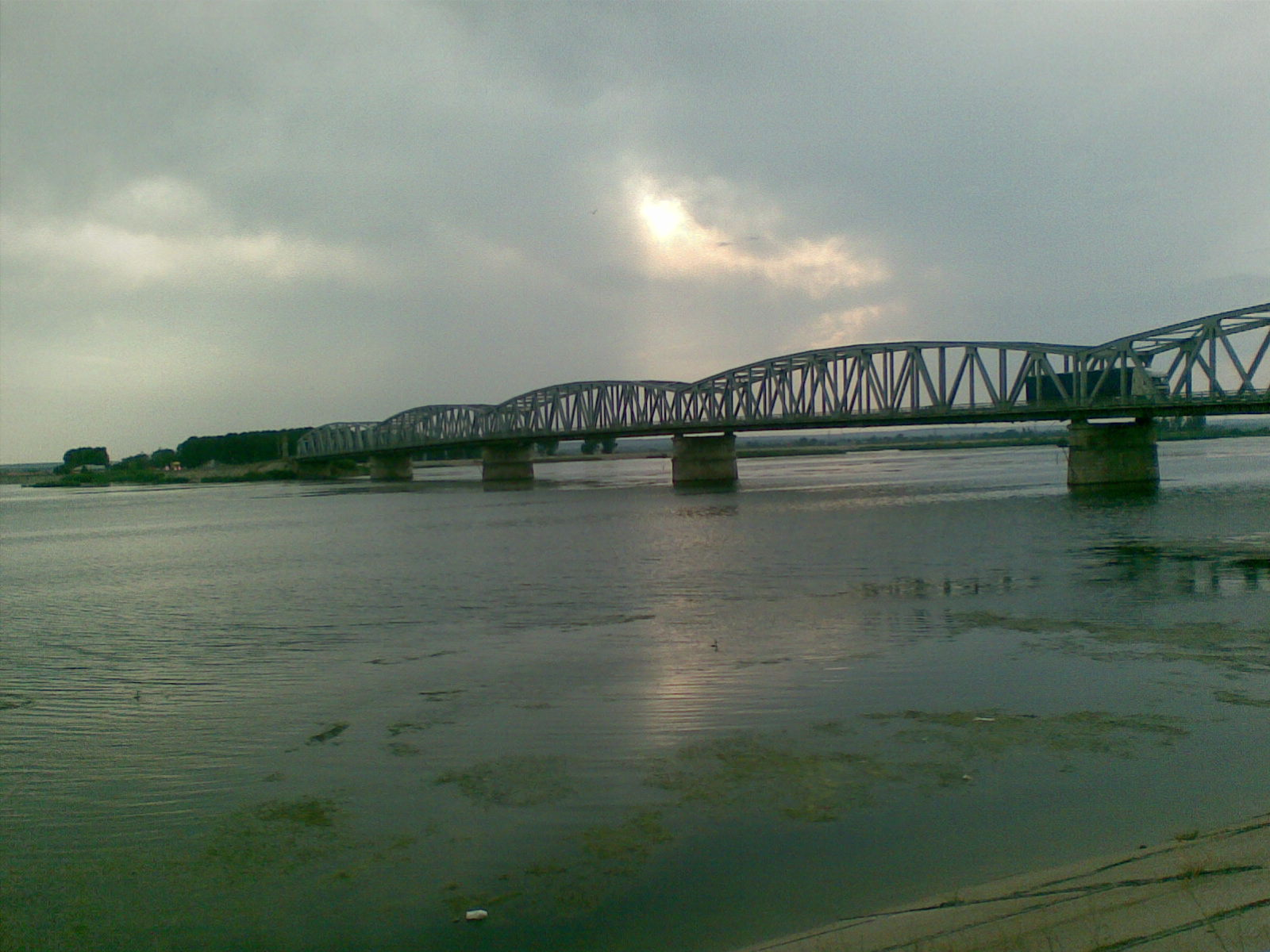
Brücke bei Slatina